# Béa Ercolini
Béa Ercolini est journaliste multimédia, activiste et entrepreneure sociale belge. Rédactrice en chef de l’édition belge du Elle de 2003 à 2016, elle s’emploie à promouvoir la culture et la création belge, tant dans son pays qu’à l’étranger.    
Féministe engagée, Béa Ercolini est souvent sollicitée par les médias pour réfléchir aux rôles et à la place des femmes dans l'espace public. Slasheuse, elle combine plusieurs activités. Fondatrice d’un cercle d’affaires féminin, Beabee, qui permet aux femmes d'élargir leur réseau professionnel, elle est également consultante, mentor et conférencière .

## Biographie
Née en 1963 à Aiseau-Presles, elle se passionne pour le journalisme dès son enfance puis se dirige vers des études de journalisme à l'Université libre de Bruxelles mais ne reste qu'un trimestre avant de se réorienter vers l'Histoire de l'art. 
Elle commence sa carrière de journaliste en 1987 à La Dernière Heure Les Sports et très vite coordonne les éditions belges des magazines Marie Claire et Cosmopolitan. Elle est ensuite journaliste indépendante pour Trends Tendances, Le Vif/L’Express Weekend, L’Instant ou encore La Libre Belgique. Pour la RTBF, elle participe en tant que chroniqueuse aux émissions de radio Faudra qu’on en reparle, Le Jeu des Dictionnaires et La Semaine Infernale.
En 2003, elle devient rédactrice en chef de l'édition francophone du magazine ELLE et devient ensuite directrice des rédactions (édition flamande et francophone)  en 2008, poste qu'elle occupe jusqu'en mars 2016. Elle quitte son poste pour se présenter comme candidate de la liste Centre démocrate humaniste à Bruxelles pour un poste de député au Parlement fédéral.

## Engagement féministe
C’est lors d’une interview de l’historienne Florence Montreynaud qu’elle prend conscience du manque de modèle pour les petites filles et de l’absence des femmes dans l’Histoire telle qu’elle est écrite. Un autre livre, témoin de violences faites aux femmes, la bouleverse : c’est Une femme à Berlin, témoignage longtemps resté anonyme. Sa rencontre avec Françoise Gange, auteure de Avant les dieux, la mère universelle, approfondit cette conscience. 
En 2012, impressionnée par la libération de la parole causée par le film de Sofie Peters, Femme de la rue, l’amène à créer une campagne contre le harcèlement de rue intitulée « Touche pas A Ma Pote ». La campagne deviendra une asbl. En tant que présidente, elle prend régulièrement la parole pour dénoncer l'existence du phénomène du harcèlement de rue et du sexisme en général.
L’asbl met en place des séances d’information et sensibilisation au harcèlement sexiste dans l’espace public destinées aux élèves de 5e et 6e primaire, puis de secondaire. Une formation est également dispensée aux adultes : personnel communal, de police ou gardiens de la paix.    
En 2014, consciente de l’effet négatif du « mille-feuilles institutionnel » belge sur les droits des femmes, elle réunit 42 femmes politiques au Sénat pour réclamer la création d’un ministère des Droits des femmes au niveau fédéral.   
En parallèle des pages consacrées à la mode par le magazine ELLE, elle s’applique à donner de la visibilité aux femmes dans la société.   
Lors de l’élection de Donald Trump, elle fait fabriquer des « Pussy hats » et encourage des personnalités à le porter sur les réseaux sociaux.  